# Piquerie
Une piquerie est un lieu où des toxicomanes se rendent pour s'injecter des drogues. Contrairement aux centres d'injection supervisé pour toxicomanes, les piqueries sont des endroits privés qui ne sont pas encadrés de manière légale. Ces endroits sont souvent non sécuritaires car ils n'offrent pas des conditions salubres, de la supervision et de l'accès à du personnel de santé.